# TPD52L2
TPD52L2‏ (TPD52L2 protein) هوَ بروتين يُشَفر بواسطة جين TPD52L2 في الإنسان.